# Піліхово (Куявсько-Поморське воєводство)
Піліхово (пол. Pilichowo) — село в Польщі, у гміні Осенцини Радзейовського повіту Куявсько-Поморського воєводства.
Населення — 293 особи (2011).
У 1975-1998 роках село належало до Влоцлавського воєводства.

## Демографія
Демографічна структура станом на 31 березня 2011 року:
|          | Загалом | Допрацездатний вік | Працездатний вік | Постпрацездатний вік |
| -------- | ------- | ------------------ | ---------------- | -------------------- |
| Чоловіки | 149     | 41                 | 94               | 14                   |
| Жінки    | 144     | 34                 | 76               | 34                   |
| Разом    | 293     | 75                 | 170              | 48                   |